# Caloptilia coruscans
Caloptilia coruscans är en fjärilsart som först beskrevs av Walsingham 1907.  Caloptilia coruscans ingår i släktet Caloptilia och familjen styltmalar.
Artens utbredningsområde är:
- Algeriet.
- Frankrike.
- Grekland.
- Italien.
- Israel.
- Portugal.
- Malta.
- Spanien.
- Tunisien.
- Turkiet.
- Kroatien.

Inga underarter finns listade i Catalogue of Life.

## Bildgalleri

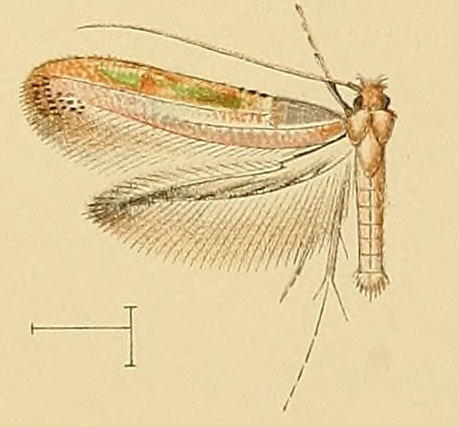